# Ponta do Sol
Ponta do Sol [ˈpõtɐ ðu ˈsɔɫ] ist eine Kleinstadt (Vila) und ein Kreis (Concelho) im Südwesten der portugiesischen Insel Madeira. Am 19. April 2021 hatte die Stadt 4255 Einwohner auf einer Fläche von 27,5 km².

## Wappen
In Blau eine silberne Sonne mit Gesicht und rotem Mund und goldenen geraden und geflammten Strahlen. Über den Schild eine silberne viertürmige Mauerkrone. Im weißen Band am Schildfuß der Ortsname in schwarzen Buchstaben „PONTA DO SOL“.

## Geschichte
Nachdem die unbewohnte Insel Madeira ab 1420 von den Portugiesen besiedelt wurde, entstand etwa ab 1425 der Ort Ponta do Sol. Ab etwa 1440 wurde hier intensiv der lukrative Zuckerrohranbau betrieben. 1501 wurde der Ort Sitz eines eigenen Kreises.

## Kultur und Sehenswürdigkeiten
In Ponta do Sol steht das nach dem amerikanischen Schriftsteller John Dos Passos, dessen Großvater von hier stammte, benannte Kulturzentrum John Dos Passos (Centro Cultural John Dos Passos).
Ponta do Sol ist Anfang Dezember Ausrichter des international renommierten Festivals für digitale Musik und Sound Art MADEIRADiG sowie des Micro Film Festivals MMiFF.
Einige historische öffentliche Gebäude, eine Reihe landwirtschaftlicher Herrenhäuser, und eine Vielzahl Sakralbauten stehen im Kreis unter Denkmalschutz, darunter die im 16. Jahrhundert errichtete Hauptkirche Igreja Matriz de Ponta do Sol, nach ihrer Schutzpatronin auch Igreja de Nossa Senhora da Luz (dt.: Kirche Unserer Lieben Frau des Lichts). Der historische Ortskern ist zudem als Ganzes denkmalgeschützt.
Wanderungen entlang der Levadas im Kreisgebiet sind möglich.

## Architektonisches Erbe
- Capela de Nossa Senhora do Livramento

## Verwaltung

### Kreis
Der Kreis (Concelho) Ponta do Sol ist in drei Gemeinden (Freguesias) aufgeteilt:

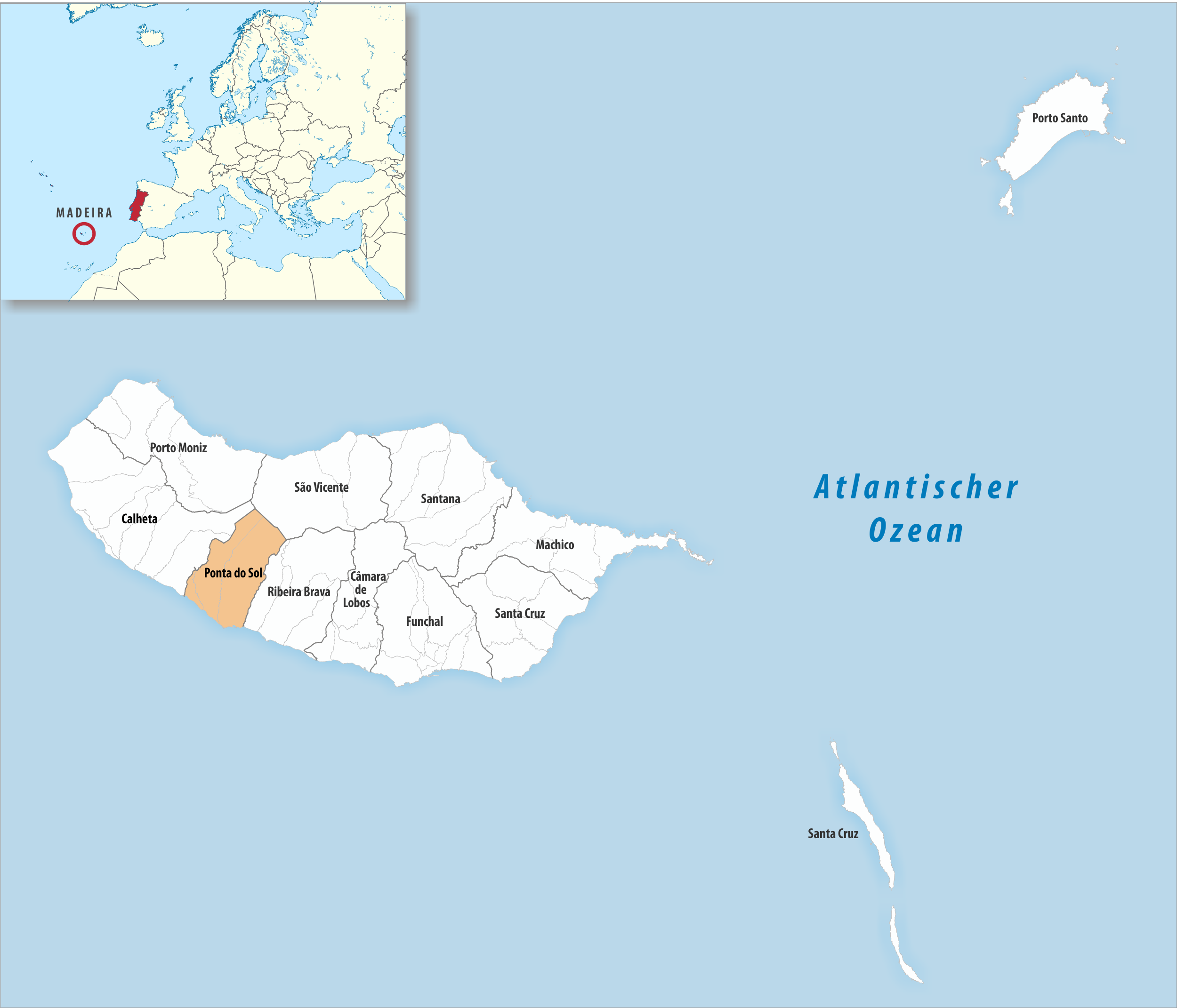
Kreis Ponta do Sol

| Gemeinde           | Einwohner (2021) | Fläche km² | Dichte Einw./km² | LAU- Code |
| ------------------ | ---------------- | ---------- | ---------------- | --------- |
| Canhas             | 3.597            | 16,66      | 216              | 310501    |
| Madalena do Mar    | 508              | 2,07       | 245              | 310502    |
| Ponta do Sol       | 4.255            | 27,45      | 155              | 310503    |
| Kreis Ponta do Sol | 8.360            | 46,18      | 181              | 3105      |

Die Nachbargemeinden:
| Porto Moniz | São Vicente                                 |               |
| Calheta     | Kompassrose, die auf Nachbargemeinden zeigt | Ribeira Brava |
|             | Atlantischer Ozean                          |               |

### Bevölkerungsentwicklung
| Einwohnerzahl im Kreis Ponta do Sol (1849–2011) | Einwohnerzahl im Kreis Ponta do Sol (1849–2011) | Einwohnerzahl im Kreis Ponta do Sol (1849–2011) | Einwohnerzahl im Kreis Ponta do Sol (1849–2011) | Einwohnerzahl im Kreis Ponta do Sol (1849–2011) | Einwohnerzahl im Kreis Ponta do Sol (1849–2011) | Einwohnerzahl im Kreis Ponta do Sol (1849–2011) | Einwohnerzahl im Kreis Ponta do Sol (1849–2011) | Einwohnerzahl im Kreis Ponta do Sol (1849–2011) |
| 1849                                            | 1900                                            | 1930                                            | 1960                                            | 1981                                            | 1991                                            | 2001                                            | 2011                                            |                                                 |
| ----------------------------------------------- | ----------------------------------------------- | ----------------------------------------------- | ----------------------------------------------- | ----------------------------------------------- | ----------------------------------------------- | ----------------------------------------------- | ----------------------------------------------- | ----------------------------------------------- |
| 15.350                                          | 19.019                                          | 13.296                                          | 13.829                                          | 9.149                                           | 8.756                                           | 8.125                                           | 8.862                                           |                                                 |

### Kommunaler Feiertag
- 8. September

### Städtepartnerschaften
- Kap Verde: Ribeira Grande[7]